# Jalapa (Indiana)
Jalapa (del náhuatl: Xalapan ‘Lugar de agua arenosa’) es un lugar designado por el censo ubicado en el condado de Grant en el estado estadounidense de Indiana. En el Censo de 2010 tenía una población de 171 habitantes y una densidad poblacional de 20,78 personas por km².

## Geografía
Jalapa se encuentra ubicado en las coordenadas 40°37′35″N 85°44′47″O / 40.62639, -85.74639. Según la Oficina del Censo de los Estados Unidos, Jalapa tiene una superficie total de 8.23 km², de la cual 8.23 km² corresponden a tierra firme y (0%) 0 km² es agua.

## Demografía
Según el censo de 2010, había 171 personas residiendo en Jalapa. La densidad de población era de 20,78 hab./km². De los 171 habitantes, Jalapa estaba compuesto por el 98.25% blancos, el 0% eran afroamericanos, el 0% eran amerindios, el 0.58% eran asiáticos, el 0% eran isleños del Pacífico, el 0% eran de otras razas y el 1.17% pertenecían a dos o más razas. Del total de la población el 0.58% eran hispanos o latinos de cualquier raza.